# La Bigne
La Bigne település Franciaországban, Calvados megyében. Lakosainak száma 217 fő (2018. január 1.). La Bigne Jurques, Ondefontaine, Saint-Georges-d’Aunay és Seulline községekkel határos.

## Népesség
A település népességének változása:
| Lakosok száma | 154  | 132  | 154  | 162  | 172  | 201  | 210  | 212  | 214  | 217  |
|               | 1968 | 1975 | 1982 | 1990 | 1999 | 2011 | 2013 | 2015 | 2017 | 2018 |